# Vic-sur-Cère
Vic-sur-Cère är en kommun i departementet Cantal i regionen Auvergne-Rhône-Alpes i mitten av Frankrike. Kommunen ligger  i kantonen Vic-sur-Cère som ligger i arrondissementet Aurillac. År 2022 hade Vic-sur-Cère 1 908 invånare.

## Befolkningsutveckling
Antalet invånare i kommunen Vic-sur-Cère
Referens:INSEE